# RWS Friesland
RWS Friesland was de regionale dienst van Rijkswaterstaat, die werkte in de provincie Friesland. Het beheersgebied omvatte het landelijk hoofdwegennet in deze provincie, het water- en scheepvaartbeheer op het Friese deel van de Waddenzee en het kustbeheer op de Friese Waddeneilanden.

## Geschiedenis van de organisatie
De dienst is op 1 januari 1994 door de fusie met de toenmalige regionale directies RWS Groningen en RWS Drenthe opgegaan in de directie RWS Noord-Nederland. Ook daarvoor zijn er vele fusies en splitsingen van de noordelijke Rijkswaterstaatsdiensten geweest. Vanaf 1803 heetten die diensten districten, vanaf 1903 werd de naam directie.
De verschillende namen voor de regionale waterstaatsdienst in Friesland sedert de oprichting waren:
| Sinds:          | Naam van de organisatie                                    | Gebied                                                      |
| --------------- | ---------------------------------------------------------- | ----------------------------------------------------------- |
| 25 juli 1800    | departement van de Eems                                    | Noord Friesland en Groningen                                |
| 1 november 1803 | 4e district: Groningen, Schokland, Friesland en Overijssel | (alleen voor de zeehavens en zeegaten)                      |
| 1 mei 1808      | 4e district: Friesland                                     | Friesland                                                   |
| 1 april 1811    | departement de Frise                                       | Friesland                                                   |
| 6 mei 1814      | 7e (provisionele) district                                 | Friesland                                                   |
| 1 januari 1817  | 7e district: Friesland                                     | Friesland                                                   |
| 1 januari 1820  | 4e district: Friesland                                     | Friesland                                                   |
| 1 februari 1849 | 2e district: Friesland                                     | Friesland                                                   |
| 1 april 1882    | 1e en 2e district: Groningen en Friesland                  | Groningen en Friesland                                      |
| 1 juli 1903     | 4e directie: Groningen en Friesland                        | Groningen en Friesland                                      |
| 1 januari 1918  | 5e directie: Friesland en Drenthe                          | Friesland en Drenthe                                        |
| 1 mei 1918      | directie: Friesland en Drenthe                             | Friesland en Drenthe                                        |
| 1 januari 1931  | directie Groningen, Friesland en Drenthe                   | Groningen, Friesland en Drenthe                             |
| 1 mei 1937      | directie Groningen en Friesland                            | Groningen en Friesland                                      |
| 1 juli 1954     | directie Friesland                                         | formeel per 1 jan 1957 een afzonderlijke directie Friesland |
| 1 januari 1994  | directie Noord-Nederland                                   | Groningen, Friesland en Drenthe                             |